# Филлипс, Генри Уиндем
Ге́нри Уи́ндем Фи́ллипс (англ. Henry Wyndham Phillips; род. 1820, Лондон, Англия — 8 декабря 1868 года, Сиденгам, Лондон) — британский художник-портретист.

## Биография
Родился в семье известного жанрового художника Томаса Филлипса. В начале рисовал работы на библейские темы но стал известен благодаря работам в жанре портрет. После смерти отца по завещанию переехал на Джордж Стрит, 8, площадь Ганновер. Выполнил портреты Чарлза Кина (в образе Людовика XI), химика Уильяма Праута для Королевского колледжа врачей и Роберта Стефенсона для института инженеров-строителей. C 1838 года выставлялся в Королевской академии художеств и Британском институте.
Близко дружил с Джорджем Уоттсом вместе с которыми они основали клуб Cosmopolitan, Филлипс занимал должность почётного секретаря. Более тридцати лет был секретарем Главного благотворительного института художников.
Жена — Сьюзен Филлипс (урождённая Холдсуорт). Скончался 8 декабря 1868 года в районе Сиденгам, Лондон. Похоронен на кладбище Кладбище Вест-Норвуд.